# Łabna
Łabna (zwana też Łabno) – dzielnica Kolna, leżąca na lewym, południowym brzegu Łabny.
W momencie lokacji miasta w 1425 r. wieś książęca Łabna już istniała i stała się kolneńskim przedmieściem. Na Łabnej funkcjonowały trzy młyny, zaś od XVI w. również szpital (de facto przytułek dla ubogich). W latach 1940–1941 okupujący te tereny Sowieci pobudowali sieć bunkrów w ramach tzw. Linii Mołotowa.
O przeszłości Łabnej świadczą obecnie ulice Łabno Małe i Łabno Duże i wspomniane już bunkry. Młyn pana Żelaznego po pożarze z 1956 r. nie został przywrócony do użytku. Grobla przy nim nie ma jazu, który został zastąpiony przepustem z rur betonowych.